# Simona Tudor
Simona Tudor (ur. 1987) – rumuńska zapaśniczka walcząca w stylu wolnym. Srebrna medalistka igrzysk frankofońskich w 2017 roku.